# Abadsechskaja
Abadsechskaja (russisch Абадзехская) ist ein Dorf (staniza) in Südrussland. Es gehört zur Republik Adygeja und hat 3601 Einwohner (Stand 2019). Im Ort gibt es 52 Straßen. Das Dorf wurde 1862 gegründet.

## Geographie
Das Dorf liegt am rechten Ufer des Flusses Belaja (Kuban), 28 km südlich von Maikop und 8 km nördlich des Dorfes Kamennomostsky. Chanskaja, Rodniki, Wostotschny, Kosinow, Podgorny, Sapodny und Maikop sind die nächsten Siedlungen.